# تشوب (لاعب كرة قدم)
فرانسيسكو سلفادور إيلا (9 مايو 1980)، يُعرف باسم تشوب، هو لاعب كرة قدم مُحترف متقاعد من غينيا الاستوائية، لعب كمهاجم.

## الحياة المهنية
وُلد تشوب في مدينة مونغومو، وقضى مسيرة طويلة امتدت 13 عامًا كلاعب في كرة القدم الإسبانية، إلى جانب فترة قصيرة في سويسرا مع نادي كياسو. رغم موهبته، لم يلعب أبدًا في دوري أعلى من الدرجة الثانية ب، حيث اقتصرت مسيرته في المستويات الأدنى.
ارتبط تشوبي بعدة مواسم بنادي ريال مدريد، لكنه شارك رسميًا فقط مع فرق الشباب والفريقين ج وب. ورغم ذلك، أدرجه المدرب فيسنتي ديل بوسكي في قائمة دوري أبطال أوروبا كجزء من نظام اللاعبين الشباب بالنادي، مما يعكس تقدير إمكانياته.
خلال مسيرته، لعب تشوبي لعدد من الأندية الإسبانية، منها ألكوركون، لاس بالماس، بويرتولانو، رايو فايكانو، ليغانيس، فيرا دي ألميريا، بيني فار، ونوجا، حيث قضى فترتين مع الأخير. في موسم 2012-2013، وعندما بلغ سن 32 عامًا، ظهر لأول مرة كمحترف مع نادي كازينبارسيكاي إس سي، الذي ينشط في الدرجة الثانية في المجر.
في ديسمبر 2013، خاض تجربة قصيرة في كمبوديا مع نادي بنوم بنه كراون إف سي ، قبل أن ينتقل إلى هونغ كونغ للعب مع نادي هابي فالي إيه إيه. كانت هذه المراحل الأخيرة من مسيرته كلاعب، حيث خاض تجارب متنوعة في عدد من البلدان، مما يبرز طموحه المستمر وشغفه بلعبة كرة القدم.

### المسيرة الدولية
حصل تشوبي على خمس مباريات دولية مع منتخب غينيا الاستوائية، كانت المباراتان الأوليان منها في عام 2003 في تصفيات كأس العالم 2006 لكرة القدم ضد توغو. شارك لأول مرة في 11 أكتوبر في الفوز 1–0 على أرضه في باتا (خسارة 1–2 في مجموع المباراتين).

## الحياة الشخصية
كان شقيق تشوبي الأصغر، جريجوريو ، لاعب كرة قدم أيضًا. مدافع، أمضى حياته المهنية بأكملها في كرة القدم الإسبانية للهواة.